# Kvinnherad
Kvinnherad é uma comuna da Noruega, com 1137 km² de área e 13 122 habitantes (censo de 2005).         